# Frank Bell

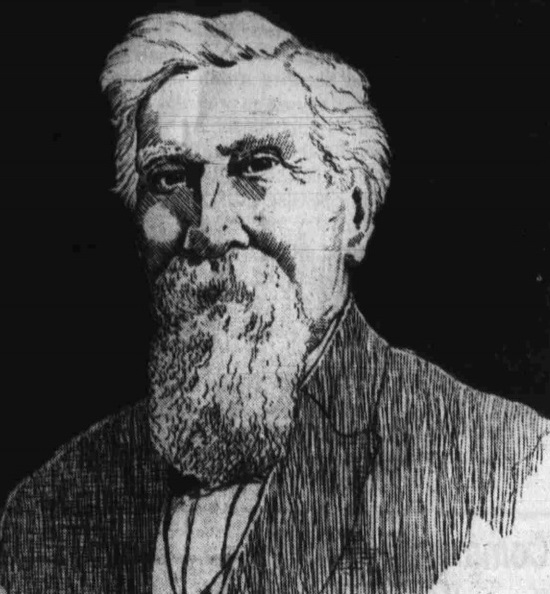
Frank Bell.

Francis Jardine Bell, född 28 januari 1840 i Toronto, Ontario, Kanada, död 13 februari 1927 i Oakland, Kalifornien, var en amerikansk republikansk politiker. Han var den sjätte guvernören i delstaten Nevada 1890-1891. Han var den första av Nevadas guvernörer som inte var född i USA.
Bell flyttade 1858 till Nevada och arbetade där som telegrafist. Han tjänstgjorde som viceguvernör 1889-1890.
Han tillträdde som guvernör när Charles C. Stevenson avled i ämbetet. Bell kandiderade inte till omval som guvernör.